# El Mal Querer Tour
El Mal Querer Tour fue la segunda gira de conciertos de la cantante y compositora española Rosalía, realizada con el fin de promocionar su segundo álbum de estudio, El mal querer (2018). La gira inició el 29 de marzo de 2019 en Hipódromo de San Isidro de Buenos Aires como parte del festival Lollapalooza. El cierre de la gira fue el 10 de diciembre de ese mismo año en el WiZink Center de Madrid, completando de tal manera una gira de más de cuarenta fechas.

## Antecedentes
A pesar de que el debut de la música profesional de Rosalía se hizo a fines de 2016, su éxito internacional se produjo a mediados de 2018 después de que lanzó su single «Malamente» con certificación de platino en mayo de 2018 a través de Sony Music. El sencillo se convirtió en un éxito instantáneo y llamó la atención de los medios y los críticos, que elogiaron a la nueva cantante de flamenco nacida en Barcelona por su "voz suave y aterciopelada". El periódico británico The Guardian incluso la llamó "lo más emocionante que le va a pasar a la música este 2018". Su segundo álbum de estudio, El Mal Querer, se lanzó en noviembre de 2018. La catalana actuó en Los40 Music Awards y en los MTV Europe Music Awards 2018, que ampliaron su popularidad fuera de España.
En noviembre de 2018, después de muchas expectativas sobre el futuro musical del cantante, Lollapalooza anunció que el festival contará con la participación de Rosalia en las ediciones argentina y chilena, en marzo de 2019. Un par de semanas después de la presentación en los Latin Grammys de la cantante, anunció que actuaría en más festivales de música hasta 2019, como el Festival Ceremonia en México, el festival de música alternativa estadounidense Something in the Water e incluso Coachella en primavera. A partir del primero de junio la gira de Rosalía comenzó su etapa europea en su ciudad natal, Barcelona, como cabeza de cartel de la edición Primavera Sound de 2019. Esta etapa europea también incluye actuaciones en diferentes festivales en Portugal, Polonia, Francia, los Países Bajos, Dinamarca y el Reino Unido, entre otros.
El 19 de marzo de 2019, la cantante anunció sus primeras fechas de gira en solitario en Norteamérica, que comenzarán en abril. La etapa en solitario incluye conciertos en ciudades como Los Ángeles, San Francisco, Toronto y Nueva York. El 22 de marzo de 2019, las entradas para estos espectáculos se abrieron al público en general. Debido a la demanda popular, se agregó un segundo espectáculo en la ciudad de Nueva York para el 29 de abril de 2019.  El 20 de marzo, se anunció que Rosalía se presentaría en Lollapalooza Chicago el 1 de agosto. El 16 de abril de 2019, Rosalía anunció que su concierto de Los Ángeles sería inaugurado por el músico estadounidense serpentwithfeet.
El 16 de septiembre de 2019, el cantante anunció dos shows encore de arena. Esos boletos estarán disponibles en Ticketmaster el 20 de septiembre. Esos conciertos se llevarán a cabo el 7 de diciembre en el Palau Sant Jordi de Barcelona y el 10 de diciembre en Madrid. Un concierto de teatro en Londres y otro en París se anunciaron el mismo día. Una segunda fecha para Barcelona fue añadida por alta demanda.

## Recepción comercial
Las entradas para la etapa de la gira de conciertos en solitario de América del Norte salieron el 22 de marzo de 2019. Las tres exposiciones individuales en los Estados Unidos se agotaron en menos de una hora. Se agregó un segundo espectáculo en la ciudad de Nueva York cuyas entradas explotaron en menos de media hora. El 18 de septiembre de 2019, la preventa de los espectáculos en la arena de Rosalía en Madrid y Barcelona vendió 1,000 boletos en un par de minutos, colapsó el sitio web de Live Nation. La venta general de los boletos comenzó el 20 de septiembre. Las fechas en París, Madrid y Barcelona se agotaron en menos de dos horas. Un controvertido que incluye sitios web de reventa de boletos como StubHub alentó a Rosalía a agregar una segunda fecha en Barcelona para el 8 de diciembre de 2019 ese mismo día.

## Repertorio
La siguiente lista representa el concierto otorgado el 7 de diciembre de 2019. No representa el repertorio de cada concierto otorgado durante la gira.
1. «Pienso en tu mirá»
2. «A palé»
3. «De madrugá»
4. «Barefoot in the Park»
5. «Que no salga la luna»
6. «Maldición»
7. «Catalina»
8. «Aunque es de noche»
9. «Te estoy amando locamente»
10. «Di mi nombre»
11. «De aquí no sales»
12. «Millonària»
13. «Dios nos libre del dinero»
14. «Bagdad»
15. «Brillo»
16. «Como Ali»
17. «Costitas del ayer (perrita remix)»
18. «Lo presiento»
19. «Yo x ti, tu x mi»
20. «Con altura»
21. «A ningún hombre»
22. «Aute Cuture»
23. «Malamente»

## Fechas
| Fecha                   | Ciudad                 | País            | Recinto                       | Acto de apertura | Asistencia      | Recaudación   |
| Latinoamérica           | Latinoamérica          | Latinoamérica   | Latinoamérica                 | Latinoamérica    | Latinoamérica   | Latinoamérica |
| ----------------------- | ---------------------- | --------------- | ----------------------------- | ---------------- | --------------- | ------------- |
| 29 de marzo de 2019     | Buenos Aires           | Argentina       | Hipódromo de San Isidro       | —                | Festival        | Festival      |
| 31 de marzo de 2019     | Santiago               | Chile           | Parque O'Higgins              | —                | Festival        | Festival      |
| 6 de abril de 2019      | Toluca                 | México          | Foro Pegaso                   | —                | Festival        | Festival      |
| Norteamérica            |                        |                 |                               |                  |                 |               |
| 12 de abril de 2019     | Indio                  | Estados Unidos  | Empire Polo Club              | serpentwithfeet  | Festival        | Festival      |
| 17 de abril de 2019     | Los Ángeles            | Estados Unidos  | Mayan Theatre                 | serpentwithfeet  | 1,718 / 1,718   | $95,260       |
| 19 de abril de 2019     | Indio                  | Estados Unidos  | Empire Polo Club              | serpentwithfeet  | Festival        | Festival      |
| 22 de abril de 2019     | San Francisco          | Estados Unidos  | The Regency Ballroom          | serpentwithfeet  | 1,423 / 1,423   | $78,549       |
| 27 de abril de 2019     | Virginia Beach         | Estados Unidos  | 5th Street Stage              | serpentwithfeet  | Festival        | Festival      |
| 29 de abril de 2019     | Nueva York             | Estados Unidos  | Webster Hall                  | serpentwithfeet  | 3,054 / 3,054   | $164,575      |
| 30 de abril de 2019     | Nueva York             | Estados Unidos  | Webster Hall                  | serpentwithfeet  | 3,054 / 3,054   | $164,575      |
| 2 de mayo de 2019       | Toronto                | Canadá          | Rebel                         | serpentwithfeet  | 2,411 / 2,411   | $129,924      |
| Europa                  |                        |                 |                               |                  |                 |               |
| 1 de junio de 2019      | Barcelona              | España          | Parc del Fòrum                | —                | Festival        | Festival      |
| 2 de junio de 2019      | París                  | Francia         | Bois de Vincennes             | —                | Festival        | Festival      |
| 8 de junio de 2019      | Oporto                 | Portugal        | Parque da Cidade              | —                | —               | —             |
| 14 de junio de 2019     | Santiago de Compostela | España          | Monte do Gozo                 | —                | Festival        | Festival      |
| 15 de junio de 2019     | Córdoba                | España          | Plaza de Toros de los Califas | —                | —               | —             |
| África                  |                        |                 |                               |                  |                 |               |
| 21 de junio de 2019     | Rabat                  | Marruecos       | OLM Souissi                   | —                | Festival        | Festival      |
| Europa                  |                        |                 |                               |                  |                 |               |
| 22 de junio de 2019     | Adeje                  | España          | Golf Costa Adeje              | —                | Festival        | Festival      |
| 28 de junio de 2019     | Pilton                 | Reino Unido     | Worthy Farm                   | —                | Festival        | Festival      |
| 30 de junio de 2019     | Werchter               | Bélgica         | Werchter Festival Grounds     | —                | Festival        | Festival      |
| 3 de julio de 2019      | Roskilde               | Dinamarca       | Festivalpladsen               | —                | Festival        | Festival      |
| 5 de julio de 2019      | Gdynia                 | Polonia         | Gdynia-Kosakowo Airport       | —                | Festival        | Festival      |
| 7 de julio de 2019      | Beuningen              | Países Bajos    | De Groene Heuvels             | —                | Festival        | Festival      |
| 10 de julio de 2019     | Madrid                 | España          | Valdebebas-IFEMA              | —                | Festival        | Festival      |
| 12 de julio de 2019     | Bilbao                 | España          | Monte Cobetas                 | —                | Festival        | Festival      |
| 15 de julio de 2019     | Londres                | Reino Unido     | Somerset House                | —                | —               | —             |
| 18 de julio de 2019     | Berna                  | Suiza           | Gurten                        | —                | Festival        | Festival      |
| 20 de julio de 2019     | Ostrava                | República Checa | Dolní Vítkovice               | —                | Festival        | Festival      |
| Norteamérica            |                        |                 |                               |                  |                 |               |
| 2 de agosto de 2019     | Montreal               | Canadá          | Parc Jean-Drapeau             | —                | Festival        | Festival      |
| 4 de agosto de 2019     | Chicago                | Estados Unidos  | Grant Park                    | —                | Festival        | Festival      |
| 30 de agosto de 2019    | Miami                  | Estados Unidos  | American Airlines Arena       | —                | Festival        | Festival      |
| 31 de agosto de 2019    | Philadelphia           | Estados Unidos  | Benjamin Franklin Parkway     | —                | Festival        | Festival      |
| 6 de octubre de 2019    | Austin                 | Estados Unidos  | Zilker Park                   | —                | Festival        | Festival      |
| 8 de octubre de 2019    | Austin                 | Estados Unidos  | Zilker Park                   | —                | Festival        | Festival      |
| 13 de octubre de 2019   | Austin                 | Estados Unidos  | Zilker Park                   | —                | Festival        | Festival      |
| 9 de noviembre de 2019  | Houston                | Estados Unidos  | NRG Park                      | —                | Festival        | Festival      |
| Europa                  |                        |                 |                               |                  |                 |               |
| 3 de diciembre de 2019  | París                  | Francia         | Salle Pleyel                  | —                | 2,346 / 2,346   | $79,288       |
| 5 de diciembre de 2019  | Londres                | Reino Unido     | O2 Academy Brixton            | —                | 4,951 / 4,951   | $194,512      |
| 7 de diciembre de 2019  | Barcelona              | España          | Palau Sant Jordi              | —                | 31,175 / 31,175 | $1,569,220    |
| 8 de diciembre de 2019  | Barcelona              | España          | Palau Sant Jordi              | —                | 31,175 / 31,175 | $1,569,220    |
| 10 de diciembre de 2019 | Madrid                 | España          | WiZink Center                 | —                | 15,247 / 15,247 | $885,986      |
| Norteamérica            |                        |                 |                               |                  |                 |               |
| 11 de enero de 2020     | Los Ángeles            | Estados Unidos  | Crypto.com Arena              | —                | Festival        | Festival      |
| 12 de enero de 2020     | Los Ángeles            | Estados Unidos  | Crypto.com Arena              | —                | Festival        | Festival      |
| Total                   |                        |                 |                               |                  |                 |               |

### Conciertos cancelados
| Fecha                   | Ciudad   | País     | Lugar de encuentro             | Motivo                                          |
| ----------------------- | -------- | -------- | ------------------------------ | ----------------------------------------------- |
| 13 de julio de 2019     | Montmeló | España   | Circuït de Barcelona-Catalunya | Cancelación del festival                        |
| 30 de noviembre de 2019 | Bogotá   | Colombia | Parque Simón Bolívar           | Cancelación del evento por protestas en el país |